# Michałki
Michałki es un pueblo ubicado en la gmina Rokitno, distrito de Biała Podlaska, voivodato de Lublin, Polonia.

## Superficie
Cuenta con una superficie de 10,28 kilómetros cuadrados.

## Demografía
Hasta 2011 la población era de 192 habitantes, con una densidad de población de 18,68 habitantes por kilómetro cuadrado. Estaba conformada por 94 hombres (49%) y 98 mujeres (51%), según el censo de la Oficina Central de Estadística.